# Palača Mafra
Palača Mafra (portugalski: Palácio de Mafra, službeno Palácio Nacional de Mafra) je monumentalna barokna i neoklasicistička palača/samostan u Mafri, oko 28 km od Lisabona. Kompleks je zamislio kralj João V. kao opipljiv prikaz njegove koncepcije monarhije i države, a izgrađena je od 1717. do 1755. godine. God. 2019. Kraljevska Mafra koja uključuje palaču, baziliku, konvikt, vrt Cerco i Tapada lovački park, upisana je na UNESCO-ov popis mjesta svjetske baštine u Europi jer „ilustrira snagu i doseg portugalskog carstva, ali i talijanskog baroka, čiji je Mafra izuzetan primjer”.

## Povijest
Palaču, koja je također služila kao franjevački samostan, dao je sagraditi Ivan V. (vl. 1707. – 1750.) kao posljedica zavjeta iz 1711. god. Naime, kralj se zavjetovao izgraditi samostan ako mu njegova supruga, kraljica Mariana, da potomstvo, što se i ostvarilo rođenjem njihove kćeri, Barbare Portugalske. 
U početku je to trebao biti relativno mali projekt za 13 braće kapucina, koji su trebali prihvatiti strogo siromaštvo. No, kada je protok zlata iz portugalske kolonije Brazil počeo obilato pristizati u Lisabon, kralj je promijenio svoje planove i najavio izgradnju raskošne palače i velikog samostana. Izgradnja palače bila je toliko skupa da je trošila gotovo cijelo brazilsko zlato, koje se inače moglo koristiti za opću dobrobit Portugala
Za svog arhitekta imenovao je njemačkog zlatara Johanna Friedricha Ludwiga (kojeg Portugalci nazivaju João Frederico Ludovice). Gradnja je trajala 13 godina i mobilizirala je golemu vojsku radnika iz cijele države (prosjek dnevno 15.000, ali na kraju se popeo na 30.000 i maksimalno 45.000), pod zapovjedništvom Antónija Ludovicea, arhitektova sina. Ukupno je tijekom gradnje poginulo 1.383 radnika.
Po završetku, zgrada je mogla primiti 330 fratra, zajedno s kraljevskom palačom i ogromnom bibliotekom od 30.000 knjiga, egzotičnom šumom i bezbroj umjetničkih djela iz Francuske, Flandrije i Italije. Bazilika posvećena Gospi i samostan sv. Antuna otvoreni su na dan kraljevog 41. rođendana, 22. listopada 1730. Svečanosti su trajale 8 dana i bile su do tad neviđenih razmjera u Portugalu. Međutim, zgrada nije bila dovršena i rad je nastavljen i poslije smrti kralja Ivana V. 1750., do 1755. god. i Lisabonskog potresa, poslije kojega su svi radnici bili potrebitiji na obnovi grada.
Palaču nisu trajno nastanjivali kraljevi, koji su sobe smatrali previše sumornim. Unatoč tomu, Mafra je bila popularno odredište za članove kraljevske obitelji koji su uživali u lovu u obližnjem rezervatu za divljač, Tapada Nacional de Mafra. Francuskom invazijom na Portugal, 1807. godine, kraljevska obitelj pobjegla je u Brazil, uzevši sa sobom neke od najboljih umjetničkih djela i namještaja iz zgrade. Napoleonov maršal Junot se nastanio u palači, ali ga je Vojvoda od Wellingtona potjerao 1808. god.
God. 1834., nakon liberalnih ratova, kraljica Marija II. naložila je raspuštanje vjerskih družbi i franjevci su napustili samostan. Tijekom posljednjih vladara Kuće Braganza, palača se uglavnom koristila kao baza za lov. God. 1849. samostanski dio zgrade dodijeljen je vojsci, koja ga i danas koristi.
Palača je proglašena nacionalnim spomenikom 1907. godine i trenutno zgradu održava portugalski Institut za arhitektonsku baštinu, koji je izveo nekoliko programa obnove. 

## Odlike
Ovaj ogromni kompleks, većim dijelom izgrađen od lokalnog lioz vapnenca, s površinom od skoro 40.000 m² jedna je od najvećih kraljevskih palača. Pročelje je dugo 220 metara, a cijeli kompleks obuhvaća 37.790 m² s oko 1.200 soba, više od 4.700 vrata i prozora, te 156 stubišta.
Dizajnirao ju je njemački arhitekt Johann Friedrich Ludwig kao simetričan kompleks u kojemu središnju os zauzima bazilika i nastavlja se po dužini kroz glavnu fasadu (dugu 220 m) do dviju glavnih tornjeva s gomoljastom kupolom. Zgrade samostana nalaze se iza glavne fasade, a u njima se nalazi i velika knjižnica s oko 30.000 rijetkih knjiga. Bazilika je ukrašena s nekoliko talijanskih kipova i uključuje šest povijesnih orgulja i dva kariljona od 98 zvona u tornjevima bazilike.

### Bazilika
Dva crkvena zvonika (visine 68 m), ali i kupola bazilike, nadahnuti su crkvom Sant'Agnese u Agoneu koju je dizajnirao rimski barokni arhitekt Francesco Borromini na trgu Piazza Navona u Rimu. Dva zvonika povezani su s dva reda korintskih stupova između kojih se nalaze barokne skulpture svetaca koje su isklesali talijanski majstori iz mramora Carrara. 
Bazilika, sjedište župe Marfa, je sagrađena u obliku latinskog križa duljine 63 m i širine samo 16,5 m, što naglašava visinu središnjeg broda (21,5 m). Trijem Galilee, oltar sadrži skupinu velikih skulptura od Carrara mramora, koje predstavljaju zaštitnike nekoliko monaških reda. U unutrašnjosti se obilno koristio lokalni ružičasti mramor, isprepleten s bijelim mramorom u različitim uzorcima. Na stropu se ponavljaju raznobojni uzorci poda. Bačvasti svod počiva na korintskim polustupovima koji stoje između bočnih kapela. Kupolu visoku 70 m s malom lanternom na vrhu nose četiri fino oblikovana luka.
Vjerske slike u baziliki i samostanu predstavljaju jednu od najznačajnijih zbirki iz 18. stoljeća u Portugalu, a uključuju djela talijanskih umjetnika kao što su: Agostino Masucci, Corrado Giaquinto, Francesco Trevisani, Pompeo Batoni; ali i Portugalaca školovanih u Rimu: Vieira Lusitano i Inácio de Oliveira Bernardes.
Kanonsko sjedište župe Mafra i Kraljevsko i Časno Bratstvo Presvetog Sakramenta Mafra je bazilika.

### Samostan
U pravokutnoj zgradi iza crkve i palače nalazi se Franjevački samostan reda Arrábida (Ordem de São Francisco da Província da Arrábida) s ćelijama za oko 300 fratara u dugim hodnicima na nekoliko katova. Između 1771. i 1791. godine ovaj su samostan okupirali braća pustinjaci sv. Augustina.

### Kraljevska palača
Prostrani kraljevski apartmani smješteni su na drugom katu, Kraljev na kraju palače, a kraljičin udaljen 200 m na drugom kraju. Lovačka trofejna soba (Sala dos Troféus) ukrašena je brojnim lubanjama jelena, namještaj je izrađen od rogova i prekriven jelenjom kožom, a čak su i svijećnjaci napravljeni od jelenjih rogova. Galerija Benedikta (Sala da Benção) graniči s gornjom razinom bazilike. Kraljevska obitelj mogla je ovdje prisustvovati misi, sjedeći kraj prozora koji se otvarao u baziliku.

### Knjižnica
Rokoko knjižnica nalazi se na stražnjoj strani drugog kata i uistinu je vrhunac ove palače, u rangu raskošne knjižnice opatije Melk u Austriji. Arhitekt, Manuel Caetano de Sousa, izgradio je knjižnicu dugu 88 m, široku 9,5 m i visoku 13 m. Veličanstveni pod prekriven je pločicama od ružičastog, sivog i bijelog mramora. Drvene police za knjige u rokoko stilu smještene su na bočnim zidovima u dva reda, odvojene balkonom s drvenom ogradom. Sadrže više od 36.000 knjiga uvezanih u kožu, koje svjedoče o opsegu europskog znanja od 14. do 19. stoljeća. Među njima je mnogo vrijednih bibliografskih dragulja, poput inkunabula. 

## Vanjske poveznice
|  | Zajednički poslužitelj ima još gradiva o temi Palača Mafra |

- Službena stranica (engl.) (port.)